# Terras (tuin)

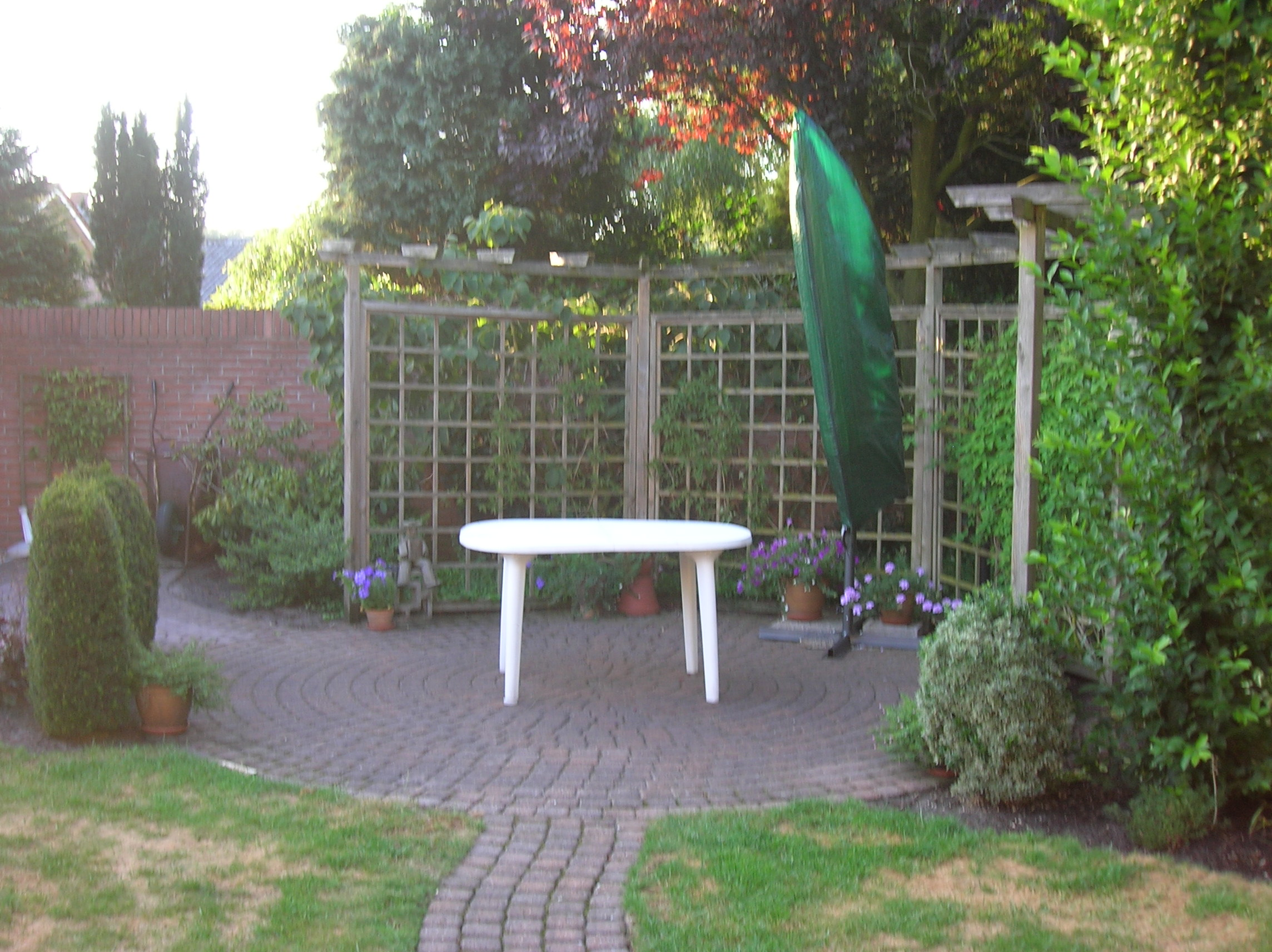
Een terras in een achtertuin

Een terras is een open zitplek in een tuin, voorzien van een verharde ondergrond. De verharding kan bestaan uit keien, stoeptegels, siersteen, grind, split, schelpen, houten planken of ander relevant bouwmateriaal. Voor de stevigheid wordt onder een terras meestal een dikke laag straatzand of aangestampt puin gelegd.
Terrassen werden voor het eerst aangelegd in de vroege Perzische tuinarchitectuur. Ook bij diverse latere beschavingen, waaronder de Babyloniërs en Romeinen, werd er gebruikgemaakt van terrassen om tuinen vorm te geven. Tijdens de Renaissance werden terrassen bijzonder populair, hetgeen hand in hand ging met de algemene behoefte de menselijke controle over de natuur te vergroten.

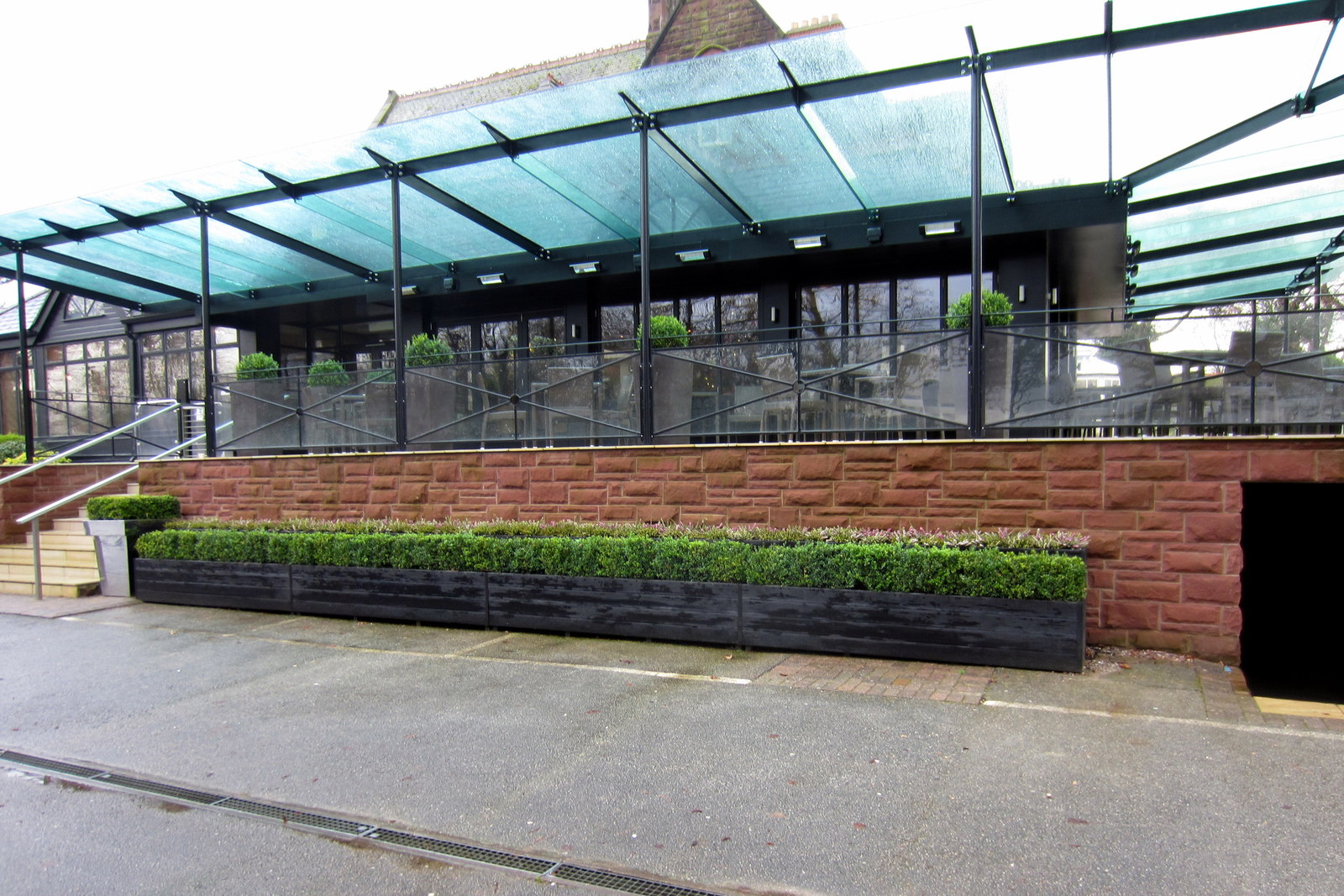
Terrasoverkapping in glas als integraal onderdeel van het bouwontwerp bij de Britse Grange Country Club in Wirral

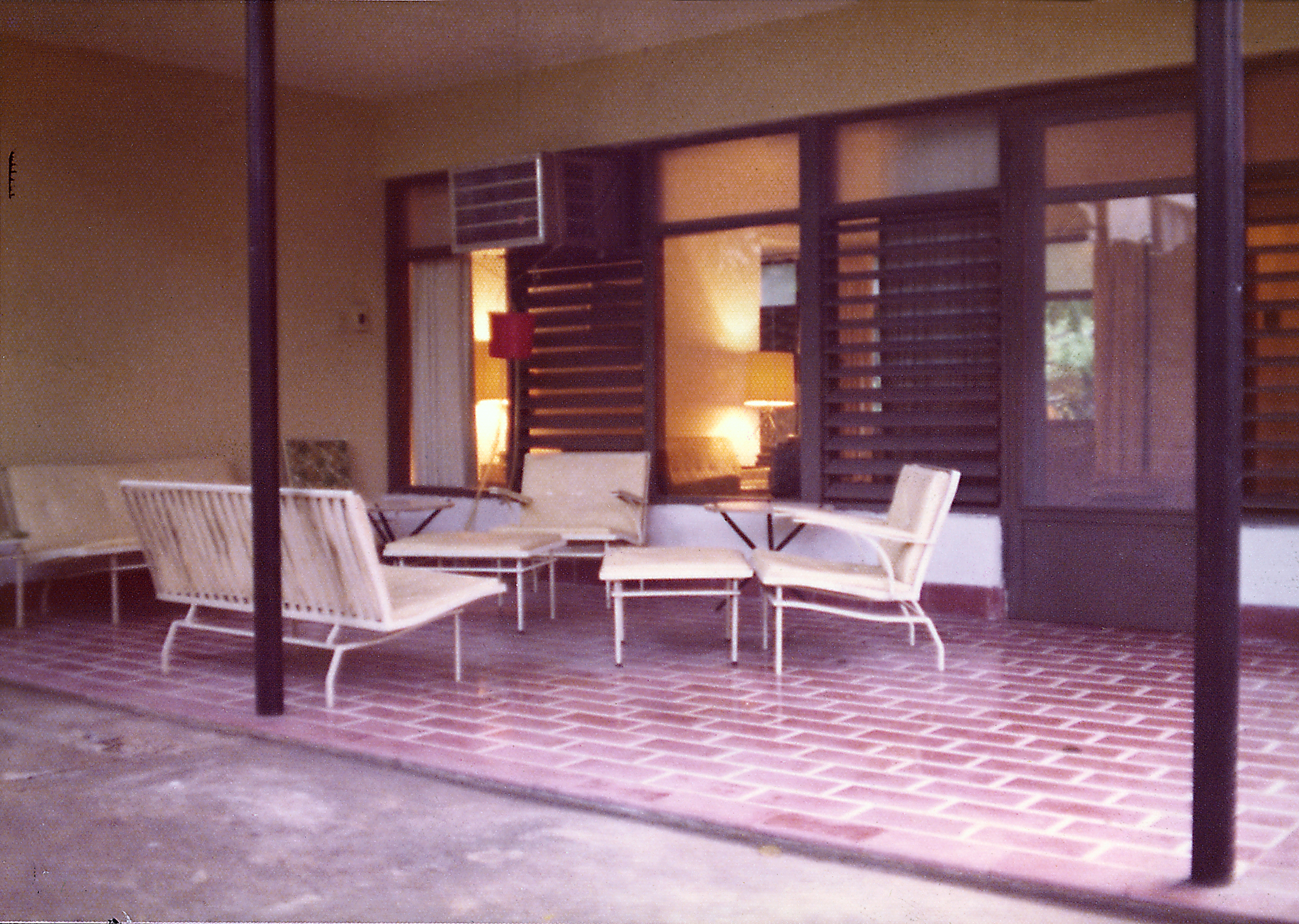
Overdekt terras van het Amerikaanse consulaat in Yucatan

Een terras kan worden voorzien van een terrasoverkapping (soms een overdekt terras genoemd). Het terras is dan voorzien van een dak en soms ook doorzichtige wanden, aanpalend aan een woonhuis, bedrijfspand of organisatiegebouw. De overkapping wordt geplaatst om bescherming te bieden tegen zon, regen en wind. Deze kan worden gemaakt van verschillende materialen, zoals hout of aluminium in combinatie met doorzichtige panelen van glas of polycarbonaat. Een terrasoverkapping wordt vaak als aanbouw geplaatst of is soms al aanwezig als onderdeel van het bouwontwerp.